# Скорохув
Скорохув (пол. Skorochów, нім. Kohlsdorf) — село в Польщі, у гміні Ниса Ниського повіту Опольського воєводства.